# Liste des évêques de Kaolack
La liste des évêques de Kaolack établit dans l'ordre chronologique la liste des titulaires du siège épiscopal du diocèse de Kaolack (Dioecesis Kaolackensis), au Sénégal.
La préfecture apostolique de Kaolack est créée le 21 janvier 1957, par détachement de l'archidiocèse de Dakar et du diocèse de Ziguinchor.
Elle est érigée en évêché le 6 juillet 1965.

## Préfet apostolique
- 29 mars 1957-6 juillet 1965 : Théophile Cadoux (Théophile Albert Cadoux)

## Évêques

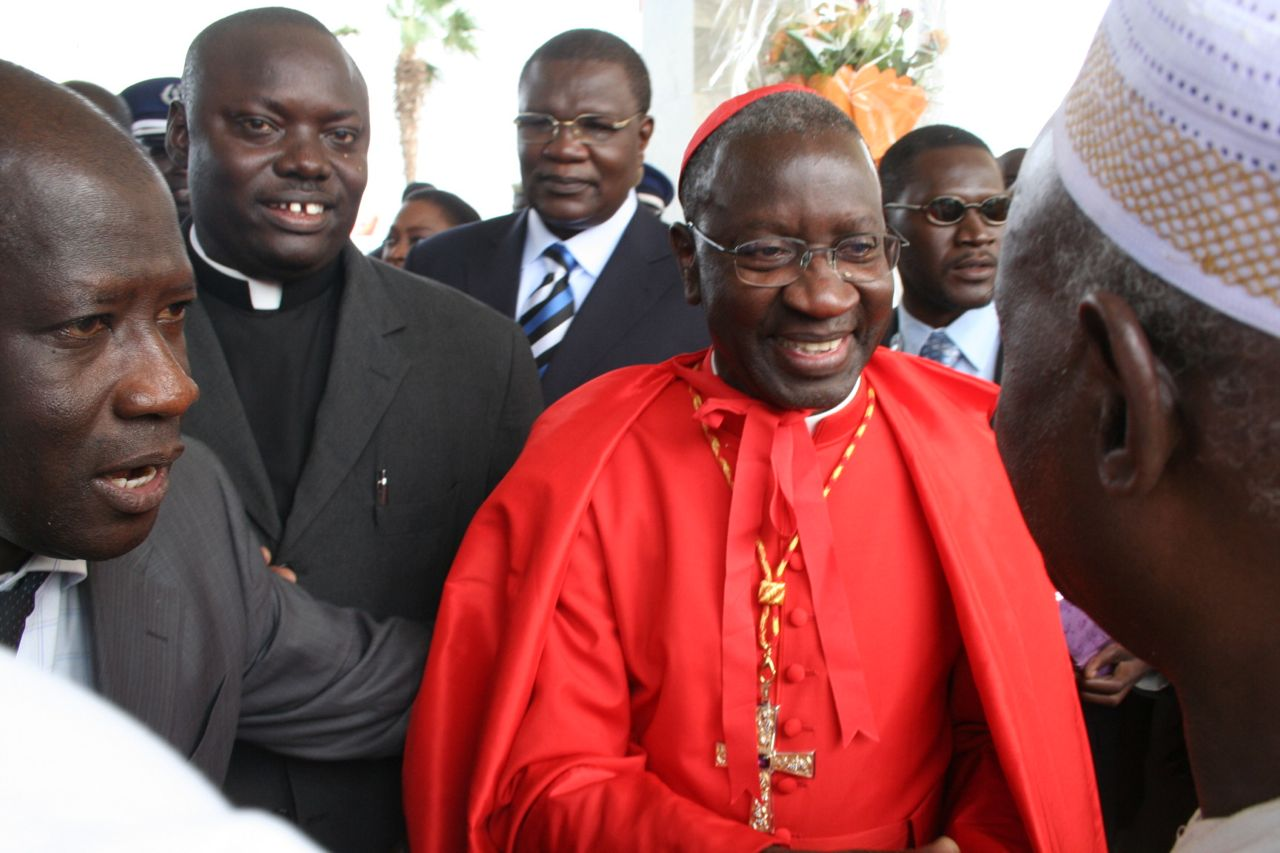
Théodore-Adrien Sarr (1974-2000).

- 6 juillet 1965-1er juillet 1974 : Théophile Cadoux (Théophile Albert Cadoux), promu évêque.
- 1er juillet 1974-2 juin 2000 : Théodore-Adrien Sarr, transféré à Dakar
- 2 juin 2000-15 juin 2001 : siège vacant
- 15 juin 2001-22 décembre 2014 : Benjamin Ndiaye, transféré à Dakar
- 22 décembre 2014-25 juillet 2017 : siège vacant
- depuis le 25 juillet 2018: Martin Boucar Tine, SSS

## Sources
- Fiche du diocèse sur le site catholic-hierarchy.org